# فرودگاه محلی شل‌بای‌شهرستان کلیولند
فرودگاه محلی شل‌بای‌شهرستان کلیولند (به انگلیسی: Shelby-Cleveland County Regional Airport) یک فرودگاه همگانی بهره‌برداری هوایی است که یک باند فرود آسفالت دارد و طول باند آن ۱۵۲۵ متر است. این فرودگاه در کشور ایالات متحده آمریکا قرار دارد و در ارتفاع ۲۵۸ متری از سطح دریا واقع شده است.